# 文学季刊 (1934年)
《文学季刊》，民国时期文学类杂志，1934年1月1日创刊于北平，由郑振铎、章靳以编，1935年12月16日停刊。该杂志共出2卷8期。
在该杂志上发表的知名作品有曹禺的话剧《雷雨》、老舍小说《黑白李》、巴金（欧阳镜蓉）小说《龙眼花开的时候》、张天翼小说《儿女们》、叶紫（陈芳）小说《星》等。